# Edmund von Steiger
Karl Friedrich Edmund von Steiger (Bern, 8 september 1836 - aldaar, 26 februari 1908) was een Zwitsers politicus.
Edmund von Steiger was een telg uit de oude patriciërsfamilie von Steiger. Van 1862 tot 1870 was hij een predikant in de Evangelisch-Gereformeerde Kerk van Zwitserland. Op 27 september 1864 trouwde hij met Emma von Diesbach (†1869).
Edmund von Steiger was lid van de Conservatieve Partij. Hij was lid van de Regeringsraad van het kanton Bern. Van 1 juni 1880 tot 31 mei 1881, van 1 juni 1894 tor 31 mei 1895 en van 1 juni 1902 tot 31 mei 1903 voorzitter van de Regeringsraad van het kanton Bern.